# Saison 3 des Frères Scott
Chronologie
Saison 2 Saison 4
Cet article présente le guide des épisodes de la troisième saison de la série télévisée Les Frères Scott (One Tree Hill).
Il s'agit de la dernière saison de la série diffusée sur The WB.

## Synopsis de la saison
Elle raconte les aventures de Lucas et Nathan Scott ainsi que de leurs familles et amis depuis le retour d'Haley de sa tournée de concerts jusqu'à l'accident de voiture de Rachel et Cooper après le mariage de Nathan et Haley.

## Distribution

### Acteurs principaux
- Chad Michael Murray (VF : Yoann Sover) : Lucas Scott (21/22)
- James Lafferty (VF : Franck Tordjman) : Nathan Scott (22/22)
- Hilarie Burton (VF : Laura Préjean) : Peyton Sawyer (22/22)
- Bethany Joy Lenz (VF : Nathalie Gazdic) : Haley James-Scott (22/22)
- Paul Johansson (VF : Mathieu Buscatto) : Dan Scott (20/22)
- Sophia Bush (VF : Barbara Delsol) : Brooke Davis (22/22)
- Barbara Alyn Woods (VF : Marie-Martine Bisson) : Deborah Lee-Scott (13/22)
- Lee Norris : (VF : Olivier Podesta) : Marvin « Micro » McFadden (18/22)
- Barry Corbin (VF : Philippe Catoire) : Whitey Durham (12/22)
- Craig Sheffer (VF : Constantin Pappas) : Keith Scott (6/22)
- Moira Kelly (VF : Elisabeth Fargeot) : Karen Roe (20/22)

### Acteurs récurrents
- Danneel Harris (VF: Aurélia Bruno) : Rachel Gatina (19 épisodes)
- Bevin Prince (VF : Laurence Sacquet) : Bevin Mirskey (16 épisodes)
- Sheryl Lee (VF : Dorothée Jemma) : Ellie Harp (8 épisodes)
- Vaughn Wilson (VF : Fabrice Trojani) : Fergie Thompson (7 épisodes)
- Antwon Tanner (VF : Vincent Barazzoni) : Antwon « Skills » Taylor (7 épisodes)
- Cullen Moss (VF : Charles Pestel) : Junk Moretti (6 épisodes)
- Kevin Kilner (VF : Guillaume Orsat) : Larry Sawyer (6 épisodes)
- Tyler Hilton (VF : Christophe Lemoine) : Chris Keller (12 épisodes)
- Brett Claywell (VF : Donald Reignoux) : Tim Smith (5 épisodes)
- Kelsey Chow (VF : Élodie Ben) : Gigi Silveri (5 épisodes)
- Michael Trucco (VF : Jérôme Rebbot) : Cooper Lee (3 épisodes)
- Shawn Shepard : Principal Turner (4 épisodes)
- Bryan Greenberg (VF : Laurent Morteau) : Jake Jagielski (3 épisodes)
- Colin Fickes (en) (VF : Yann Le Madic) : Jimmy Edwards (2 épisodes)
- Allison Scagliotti : Abigail « Abby » Brown (1 épisode)
- Mekia Cox : Faith Banks[1] (1 épisode)

## Épisodes

### Épisode 1:Nouvelles vies
- États-Unis : 5 octobre 2005[2]
- France : 15 avril 2006
- Québec : 14 novembre 2006[3]

- États-Unis : 3,46 millions de téléspectateurs[4] (première diffusion)

- Texas Battle (Tony Battle)
- Kevin Kilner (Larry Sawyer)

### Épisode 2:Fêtes et défaites
- États-Unis : 12 octobre 2005
- France : 15 avril 2006
- Québec : 21 novembre 2006

- États-Unis : 3,12 millions de téléspectateurs[5] (première diffusion)

- Brett Claywell (Tim Smith)
- Sheryl Lee (Ellie Harp)
- Kevin Kilner (Larry Sawyer)
- Bevin Prince (Bevin Mirskey)

### Épisode 3:On se dit tout
- États-Unis : 19 octobre 2005
- France : 22 avril 2006
- Québec : 28 novembre 2006

- États-Unis : 3,12 millions de téléspectateurs[6] (première diffusion)

- Sheryl Lee (Ellie Harp)
- Kevin Kilner (Larry Sawyer)
- Cullen Moss (Junk)
- Vaughn Wilson (Fergie)

### Épisode 4:Bas les masques
- États-Unis : 26 octobre 2005
- France : 22 avril 2006
- Québec : 5 décembre 2006

- États-Unis : 3,36 millions de téléspectateurs[7] (première diffusion)

- Tyler Hilton (Chris Keller)
- Sheryl Lee (Ellie Harp)
- Kevin Kilner (Larry Sawyer)
- Fall Out Boy
- Danneel Harris (Rachel Gatina)

### Épisode 5:Nuit de folie
- États-Unis : 2 novembre 2005
- France : 29 avril 2006
- Québec : 12 décembre 2006

- États-Unis : 3,03 millions de téléspectateurs[8] (première diffusion)

- Brett Claywell (Tim Smith)
- Sheryl Lee (Ellie Harp)
- Tyler Hilton (Chris Keller)
- Kelsey Chow (Gigi Silveri)
- Bevin Prince (Bevin Mirskey)
- Danneel Harris (Rachel Gatina)

### Épisode 6:L'Homme de nos rêves
- États-Unis : 9 novembre 2005
- France : 29 avril 2006
- Québec : 19 décembre 2006

- États-Unis : 3,42 millions de téléspectateurs[9] (première diffusion)

- Antwon Tanner (Skills)
- Tyler Hilton (Chris Keller)
- Bevin Prince (Bevin Mirskey)
- Danneel Harris (Rachel Gatina)

### Épisode 7:Tout est possible?
- États-Unis : 16 novembre 2005
- France : 6 mai 2006
- Québec : 2 janvier 2007[10]

- États-Unis : 3,52 millions de téléspectateurs[11] (première diffusion)

- Brett Claywell (Tim Smith)
- Tyler Hilton (Chris Keller)
- Antwon Tanner (Skills)
- Bevin Prince (Bevin Mirskey)
- Tom Bosley (Mel McFadden)
- Danneel Harris (Rachel Gatina)
- Cullen Moss (Junk)
- Vaughn Wilson (Fergie)

Les garçons viennent voir les filles pour savoir qui elles ont choisi, et Rachel décide qu'ils devraient avoir un rencard. Haley qui a choisi Nathan lui demande si ça ne le dérange pas, il lui répond que non et ils se donnent rendez-vous à 20 h. Lucas demande à Brooke quand il vient la chercher mais elle lui avoue qu'elle ne l'a pas choisi, Rachel arrive et lui dit que Brooke a jeté son dévolu sur Chris Keller. Rachel dit à Lucas que c'est elle qui l'a choisi, Lucas est déçu par Brooke et s'en va. Micro dit à Peyton qu'ils ne sont pas obligés de sortir, mais elle en a envie donc il accepte. Rachel convainc Lucas d'aller chez Brooke et elle échangera avec Chris. Brooke n'a pas le choix, elle doit sortir avec Chris! En effet, si elle ne sort pas avec lui, Haley n'aura pas son rendez-vous avec Nathan. Haley arrive à la convaincre grâce à la menace. Alors qu'ils sortent de l'appartement des filles, Lucas et Rachel les voient, Lucas semble triste. Lucas rentre dans la chambre de Brooke, elle est en train de dormir, il l'appelle, elle se retourne et sourit mais ensuite Chris lève sa tête et sourit. Lucas comprend que Brooke l'a trompé. C'est à son tour d'avoir le cœur brisé.

### Épisode 8:Sous Pression
- États-Unis : 30 novembre 2005
- France : 6 mai 2006
- Québec : 9 janvier 2007

- États-Unis : 3,41 millions de téléspectateurs[9] (première diffusion)

- Brett Claywell (Tim Smith)
- Bevin Prince (Bevin Mirskey)
- Kelsey Chow (Gigi Silveri)
- Tyler Hilton (Chris Keller)
- Danneel Harris (Rachel Gatina)

### Épisode 9:Reprendre, c'est voler
- États-Unis : 7 décembre 2005
- France : 13 mai 2006
- Québec : 16 janvier 2007

- États-Unis : 3,33 millions de téléspectateurs[12] (première diffusion)

- Tyler Hilton : Chris Keller
- Bevin Prince : Bevin Mirskey
- Danny Woodburn : Marty
- Danneel Harris : Rachel Gatina

### Épisode 10:Au Travail!
Pour les articles homonymes, voir Brave New World.
- États-Unis : 11 janvier 2006
- France : 13 mai 2006
- Québec : 23 janvier 2007

- États-Unis : 3,23 millions de téléspectateurs[13] (première diffusion)

- Mekia Cox (Faith)
- Sheryl Lee (Ellie Harp)
- Bevin Prince (Bevin Mirskey)
- Danneel Harris (Rachel Gatina)

### Épisode 11:Opération Nettoyage
- États-Unis : 18 janvier 2006
- France : 20 mai 2006
- Québec : 30 janvier 2007

- États-Unis : 2,67 millions de téléspectateurs[14] (première diffusion)

- Danneel Harris (Rachel Gatina)
- Sheryl Lee (Ellie Harp)
- Bevin Prince (Bevin Mirskey)

### Épisode 12:Des rêves plein la tête
- États-Unis : 25 janvier 2006
- France : 20 mai 2006
- Québec : 6 février 2007

- États-Unis : 2,70 millions de téléspectateurs[15] (première diffusion)

- Danneel Harris (Rachel Gatina)
- Brett Claywell (Tim Smith)
- Sheryl Lee (Ellie Harp)
- Kelsey Chow (Gigi Silveri)
- Bevin Prince (Bevin Mirskey)

### Épisode 13:La nuit est à nous
- États-Unis : 1er février 2006
- France : 27 mai 2006
- Québec : 13 février 2007

- États-Unis : 3,01 millions de téléspectateurs[16] (première diffusion)

- Danneel Harris (Rachel Gatina)
- Sheryl Lee (Ellie Harp)

### Épisode 14:Demain est un autre Jour
- États-Unis : 8 février 2006
- France : 27 mai 2006
- Québec : 20 février 2007

- États-Unis : 2,89 millions de téléspectateurs[17] (première diffusion)

- Danneel Harris (Rachel Gatina)
- Texas Battle (Tony Battle)
- Bevin Prince (Bevin Mirskey)
- Peyton List (Solaris)
- Antwon Tanner (Skills)
- Gregory Alan Williams (Chuck Battle)

### Épisode 15:L'Heure de vérité
- États-Unis : 15 février 2006
- France : 3 juin 2006
- Québec : 27 février 2007

- États-Unis : 2,85 millions de téléspectateurs[18] (première diffusion)

- Danneel Harris (Rachel Gatina)
- Colin Fickes (Jimmy Edwards)
- Shawn Sheppard (Proviseur Turner)
- Fall Out Boy
- Jack's Mannequin

### Épisode 16:Accès de colère
- États-Unis : 1er mars 2006
- France : 3 juin 2006
- Québec : 6 mars 2007

- États-Unis : 3,36 millions de téléspectateurs[19] (première diffusion)

- Danneel Harris (Rachel Gatina)
- Colin Fickes (Jimmy Edwards)
- Antwon Tanner (Antwon Skills Taylor)
- Marcus Coloma(Marcus)
- Allison Scagliotti (Abby Brown)
- Amber Wallace (Glenda Farrell)

### Épisode 17:Le Goût de la vie
- États-Unis : 29 mars 2006
- France : 10 juin 2006
- Québec : 13 mars 2007

- États-Unis : 2,82 millions de téléspectateurs[20] (première diffusion)

- Danneel Harris (Rachel Gatina)
- Antwon Tanner (Skills)
- Bevin Prince (Bevin Mirskey)
- Shawn Sheppard (Proviseur Turner)
- Kevin Kilner (Larry Sawyer)

### Épisode 18:Le Temps d'un week-end
- États-Unis : 5 avril 2006
- France : 17 juin 2006
- Québec : 20 mars 2007

- États-Unis : 2,93 millions de téléspectateurs[21] (première diffusion)

- Danneel Harris (Rachel Gatina)
- Antwon Tanner (Skills)
- Bevin Prince (Bevin Mirskey)
- Pete Wentz (lui-même)

### Épisode 19:L'Instant des aveux
- États-Unis : 12 avril 2006
- France : 24 juin 2006
- Québec : 27 mars 2007

- États-Unis : 2,76 millions de téléspectateurs[22] (première diffusion)

- Danneel Harris (Rachel Gatina)
- Bryan Greenberg (Jake Jagielski)
- Michael Trucco (Cooper Lee)
- Kevin Kilner (Larry Sawyer)

### Épisode 20:La Demande
- États-Unis : 19 avril 2006
- France : 1er juillet 2006
- Québec : 3 avril 2007

- États-Unis : 2,67 millions de téléspectateurs[23] (première diffusion)

- Danneel Harris (Rachel Gatina)
- Bevin Prince (Bevin Mirskey)
- Kelsey Chow (Gigi Silveri)
- Bryan Greenberg (Jake Jagielski)
- Joshua Snyder (Damien West)
- Michael Trucco (Cooper Lee)

### Épisode 21:Faute avouée...
- États-Unis : 26 avril 2006
- France : 8 juillet 2006
- Québec : 10 avril 2007

- États-Unis : 2,87 millions de téléspectateurs[24] (première diffusion)

- Danneel Harris (Rachel Gatina)
- Kelsey Chow (Gigi Silveri)
- Bevin Prince (Bevin Mirskey)
- Bryan Greenberg (Jake Jagielski)
- Marcus Coloma (Marcus)

### Épisode 22:Juste Mariés
- États-Unis : 3 mai 2006
- France : 15 juillet 2006
- Québec : 17 avril 2007[25]

- États-Unis : 3,06 millions de téléspectateurs[26] (première diffusion)

- Danneel Harris (Rachel Gatina)
- Michael Trucco (Cooper Lee)
- Bevin Prince (Bevin Mirskey)
- Michelle Featherstone

## Audiences aux États-Unis
La troisième saison de Les Frères Scott  (One Tree Hill) a réuni 2,95 millions de téléspectateurs américains.
La série subit une baisse d’un million sur un an.
| N° Épisode | Titre anglais                                                                            | Chaîne | Date de diffusion originale | États-Unis (en millions de téléspectateurs) |
| ---------- | ---------------------------------------------------------------------------------------- | ------ | --------------------------- | ------------------------------------------- |
| 1          | Like You Like an Arsonist                                                                | The WB | 5 octobre 2005              | 3,46                                        |
| 2          | From the Edge of the Deep Green                                                          | The WB | 12 octobre 2005             | 3,12                                        |
| 3          | First Day on a Brand New Planet                                                          | The WB | 19 octobre 2005             | 3,15                                        |
| 4          | An Attempt to Tip the Scales                                                             | The WB | 26 octobre 2005             | 3,36                                        |
| 5          | A Multitude of Casualties                                                                | The WB | 2 novembre 2005             | 3,03                                        |
| 6          | Locked Hearts and Hand Grenades                                                          | The WB | 9 novembre 2005             | 3,42                                        |
| 7          | Champagne for My Real Friends, Real Pain for My Sham Friends                             | The WB | 16 novembre 2005            | 3,52                                        |
| 8          | The Worst Day Since Yesterday                                                            | The WB | 30 novembre 2005            | 3,41                                        |
| 9          | How a Resurrection Really Feels                                                          | The WB | 7 décembre 2005             | 3,33                                        |
| 10         | Brave New World                                                                          | The WB | 11 janvier 2006             | 3,23                                        |
| 11         | Return of the Future                                                                     | The WB | 18 janvier 2006             | 2,67                                        |
| 12         | I've Got Dreams to Remember                                                              | The WB | 25 janvier 2006             | 2,70                                        |
| 13         | The Wind That Blew My Heart Away                                                         | The WB | 1er février 2006            | 3,01                                        |
| 14         | All Tomorrow's Parties                                                                   | The WB | 8 février 2006              | 2,89                                        |
| 15         | Just Watch the Fireworks                                                                 | The WB | 15 février 2006             | 2,85                                        |
| 16         | With Tired Eyes, Tired Minds, Tired Souls, We Slept                                      | The WB | 1er mars 2006               | 3,36                                        |
| 17         | Who Will Survive, and What Will Be Left of Them                                          | The WB | 29 mars 2006                | 2,82                                        |
| 18         | When It Isn't Like It Should Be                                                          | The WB | 5 avril 2006                | 2,93                                        |
| 19         | I Slept with Someone in Fall Out Boy and All I Got Was This Stupid Song Written About Me | The WB | 12 avril 2006               | 2,76                                        |
| 20         | Everyday Is a Sunday Evening                                                             | The WB | 19 avril 2006               | 2,76                                        |
| 21         | Over the Hills and Far Away                                                              | The WB | 26 avril 2006               | 2,87                                        |
| 22         | The Show Must Go On                                                                      | The WB | 3 mai 2006                  | 3,06                                        |